# Zadir Índio
Zadir Índio de Santa Cruz (Pilar (Alagoas), 2 de novembro de 1882 — Rio de Janeiro, 17 de outubro de 1918) foi um jornalista, poeta, romancista alagoano.
Nascido em Pilar, transferiu-se para Maceió com 13 anos, indo estudar no Liceu Alagoano.
Matriculou-se em Medicina, mas não concluiu a formação.
Escreveu para diversos jornais em Pilar e em Maceió:
- O Trocista (redator)
- O Vigilante
- O Matuto
- A Brecha
- Correio de Maceió

Transferiu-se para o Rio de Janeiro em 1901.
Atuou em:
- Gazeta de Notícias
- A Época

## Reconhecimento
A Academia Alagoana de Letras, em sua fundação, pôs seu nome como patrono da cadeira 40.
A Prefeitura de Maceió deu seu nome a uma de suas ruas.